# NGC 2705
NGC 2705 est une paire d'étoiles située dans la constellation de l'Hydre. L'astronome allemand Wilhelm Tempel a enregistré la position de cette étoile en 1876.